# Франц Бродовський
Франц Бродовський (нім. Franz Brodowski; 6 квітня 1922, Кшиве — 8 травня 1997) — був німецьким політиком, членом ландтагу Північного Рейну-Вестфалії і Соціал-демократичної партії.

## Життя й робота
Після закінчення початкової школи та Реальної гімназії Франц навчався в Педагогічному коледжі та пройшов перший і другий держіспити на викладача в початковій школі. У 1962 та 1963 рр. склав держіспити на викладача в школах для дітей із певними вадами та школах із вивчення іноземної мови. Працював директором школи з обмеженими можливостями навчання. 
У 1958 р. Бродовський приєднався до СДП і був активним діячем партійних комітетів. При цьому здобув посаду міського голови у Дінслакені. Також він був членом:
- Союз освіти та науки
- Добробут працівників

## Політика
З 29 травня 1980 р. по 30 травня 1990 р. Бродовський був членом парламенту Ландтаг у Північному Рейн-Вестфалі.
З 1961 р. по 1980 р. Бродовський був членом міської ради Дінслакену.